# Reflections (album Paula van Dyka)
Reflections – czwarty studyjny album DJ-a Paula van Dyka.

## Lista Utworów
1. "Crush" (feat. Second Sun) - 7:46
2. "Time of Our Lives" (feat. Vega 4) - 4:23
3. "Like A Friend" (feat. Jan Johnston) - 3:54
4. "Reflections" - 7:27
5. "Nothing But You" (feat. Hemstock & Jennings) - 6:58
6. "Buenaventura" - 8:28
7. "Homage" (feat. Jan Johnston & Kym) - 3:44
8. "Never Forget" - 5:26
9. "Knowledge (feat. Atomek Dogg & Trooper Da Don) - 4:03
10. "That's Life" (feat. Johny McDaid) - 4:05
11. "Connected" - 6:35
12. "Spellbound" (feat. Jan Johnston) - 4:42
13. "Kaleidoscope" (feat. Jan Johnston) - 4:53